# مصعب حسن یوسف

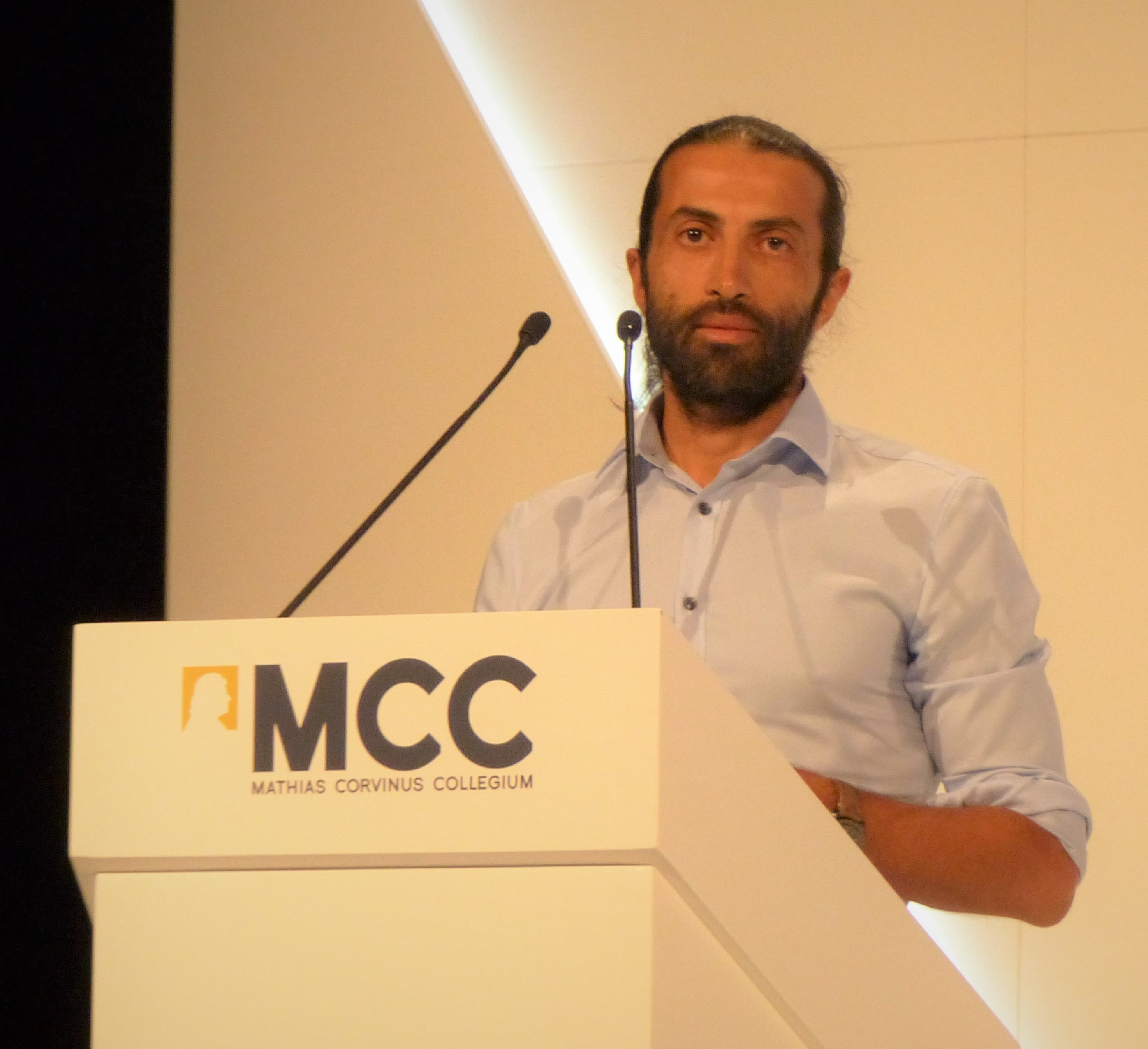

مصعب حسن یوسف داود خلیل ( انگلیسی: Mosab Hassan Yousef) متولد ۱۹۷۸ فلسطین است. او فرزند شیخ حسن یوسف رهبر جنبش حماس و جاسوس سابق دولت اسرائیل است. پدرش شیخ حسن یوسف پس از انکار اسلام او را طرد کرد. در مارس ۲۰۱۰ بیوگرافی خود را در کتابی با عنوان «ابن حماس» منتشر کرد که به فیلمی با عنوان شاهزاده سبز محصول سال ۲۰۱۴ تبدیل شد.